# 朝倉宏景
朝倉 宏景（あさくら ひろかげ、1984年 - ）は、日本の小説家。

## 略歴
東京都生まれ。東京学芸大学教育学部卒業。
2012年「白球と爆弾」（単行本発売時『白球アフロ』に改題）で第7回小説現代長編新人賞奨励賞を受賞、2018年『風が吹いたり、花が散ったり』で第24回島清恋愛文学賞受賞、2022年『あめつちのうた』で2022ひょうご本大賞受賞。

## 著書

### 小説

#### 一般文芸小説
- 『白球アフロ』（講談社 2013／講談社文庫 2016）
- 『野球部ひとり』（講談社 2014／講談社文庫 2017）
- 『つよく結べ、ポニーテール』（講談社 2014／講談社文庫 2018）
- 『風が吹いたり、花が散ったり』（講談社 2017／講談社文庫 2023）
- 『僕の母がルーズソックスを』（講談社 2019）
- 『空洞電車』（双葉社 2020）／【改題】『空洞に響け歌』（双葉文庫 2022）
- 『あめつちのうた』（講談社 2020／講談社文庫 2021）
- 『日向を掬う』（双葉社 2021）
- 『エール　名もなき人たちのうた』（講談社 2021）／【改題】『エール　夕暮れサウスポー』（講談社文庫 2023）
- 『サクラの守る街』（講談社 2023）／【改題】『今日も事件が起きませんよう。』（講談社文庫 2025）
- 『ゴミの王国』（双葉社 2024）

#### ホラー小説
- 『死念山葬』（東京創元社 2024）

### アンソロジー
- 『マウンドの神様』（実業之日本社文庫 2017）「絶対的最後」
- 『短篇ベストコレクション　現代の小説2019』（徳間文庫 2019）「代打、あたし。」
- 『ランバーロール 02』（タバブックス 2019）「空き家」
- 『Story for you』（講談社 2021）「夜のトランペット」
- 『駅と旅』（創元文芸文庫 2025）「そこに、私はいなかった。」

### 単行本未掲載作品
- 「かきくけこのためのフリースタイル」（『小説現代』 2018年2月号）
- 「佐伯ドヌーヴ」（『小説すばる』 2018年7月号）
- 「雨を待つ」（『小説現代』 2020年6,7月号） 『あめつちのうた』スピンオフ短篇（電子書籍無料公開中）